# Pompgebouw van Bossuit
Het pompgebouw van Bossuit ligt in de gemeente Avelgem, aan het Kanaal Bossuit-Kortrijk dat de Schelde met de Leie verbindt. Dit kanaal moest dienen als een kortere verbindingsweg om de Henegouwse industriegebieden sneller te kunnen verbinden met de Noordzee. Het werd door 1100 arbeiders met de hand gegraven. 
Het pompgebouw moest het nodige water uit de Schelde pompen om het kanaal te voeden. Dit was nodig omdat het kanaal hoger dan de Schelde en de Leie lag. 
Omdat de scheepvaart sterk toenam, was het noodzakelijk om het kanaal in 1970 te verbreden. De pompen van het bestaande pompgebouw hadden onvoldoende kracht om het verbrede kanaal van voldoende water te voorzien. Daarom werd er een nieuw en modern pompgebouw gebouwd. Het oude pompgebouw verloor zijn functie en raakte bijgevolg in verval.
Begin jaren 90 kocht de gemeente Avelgem het oude gebouw op. De pompen en het gebouw werden gerenoveerd. Het pompgebouw kreeg een toeristische functie. Bezoekers konden er onder andere terecht voor toeristische informatie en de huur van fietsen.
Sinds 2021 is het gebouw eigendom van Spirits by Design en kreeg het de commerciële naam The Spirits Valley. Het historisch pand doet nu dienst als ambachtelijke stokerij.